# Thinophilus ciliatus
Thinophilus ciliatus är en tvåvingeart som beskrevs av Octave Parent 1935. Thinophilus ciliatus ingår i släktet Thinophilus och familjen styltflugor. Inga underarter finns listade i Catalogue of Life.